# Orobanche mupinensis
Orobanche mupinensis är en snyltrotsväxtart som beskrevs av Hu Hsien-Hsu. Orobanche mupinensis ingår i släktet snyltrötter, och familjen snyltrotsväxter. Inga underarter finns listade i Catalogue of Life.